# 三道泡子
三道泡子（又名赫勒斯台诺尔）是位于中国内蒙古自治区兴安盟扎赉特旗图牧吉苏木东南的一个湖泊。其具体位置约为东经123°06，北纬46°14′。湖面海拔137米，面积约4.5平方公里，沉积物主要为芒硝和碱。